# حسين آباد وكيل (مقاطعة فهرج)
حسين‌آباد وكيل (بالفارسية: حسین‌آباد وکیل) هي قرية تقع في البلدة المركزية في إيران. يقدر عدد سكانها بـ 195 نسمة .